# 月華繚乱ROMANCE
『月華繚乱ROMANCE』（げっかりょうらんロマンス）は、アイディアファクトリーより2011年9月15日に発売されたPlayStation Portable用ゲーム。

## ストーリー
全寮制のセレブ学校、白桜学園高等部に秘密裏にある部活「禁断デート倶楽部」。そこでは恋や愛に憧れる女の気持ちを利用し、女から多額の金銭を巻き上げている。そこに主人公・津森なずなが転入することになった。平穏、平凡な幸せを願っていた主人公。だが、彼女はとある事件から部活動「禁断デート倶楽部」に巻き込まれてしまう。

## 登場人物

### メインキャラクター
津森 なずな（つもり なずな）
声 - なし
鹿野 葵（かの あおい）
声 - 寺島拓篤
誕生日：8月10日。
鹿野 敦盛（かの あつもり）
声 - 高橋直純
誕生日：9月10日。
藤 隷人（ふじ れいと）
声 - 平田広明
誕生日：11月15日。
白桜学園保健医、34歳。
西園寺 芹（さいおんじ せり）
声 - 岸尾だいすけ
誕生日：3月18日。
八重原 ダリア（やえはら ダリア）
声 - 斎賀みつき
誕生日：10月15日。
兼田 侘助（かねだ わびすけ）
声 - 日野聡
誕生日：6月28日。

### サブキャラクター
蓮華 和弥（れんげ かずや）
声 - 中井和哉
誕生日：12月2日。
白桜学園体育教師、35歳。藤とは幼なじみで、大学生の時の先輩でもある。
蘇芳 大和（すおう やまと）
声 - 櫻井孝宏
誕生日：4月25日。
白桜学園数学教師、29歳。
雪柳 翔（ゆきやなぎ かける）
声 - 柿原徹也
誕生日：1月19日。
白桜学園世界史教師、27歳。

## 主題歌
（全作詞 - 岩崎大介）
オープニングテーマ「Crazy 4 Me」
作曲 - 増谷賢 / 編曲 - 東タカゴー / 歌 - 禁断兄弟 葵＆敦盛（寺島拓篤、高橋直純）
エンディングテーマ「MY FATE」
作曲・編曲 - 小野貴光 / 歌 - 禁断兄弟 葵＆敦盛（寺島拓篤、高橋直純）

## 関連商品

### 音楽CD
- 月華繚乱ROMANCE オリジナルサウンドトラック＋禁断兄弟 葵＆敦盛 (2011年9月7日)
- 月華繚乱ROMANCE 禁断兄弟 葵&敦盛 キャラクターソングCD (2013年5月29日)

### ドラマCD
- 月華繚乱ROMANCE ドラマCD 〜誰が小鳥を殺したか〜 黒橡の館（2012年1月18日）

### 書籍
- 月華繚乱ROMANCE　禁断オフィシャルファンブック(2012年1月20日) ISBN 9784048861182